# Dietro lo specchio (saggio)
Dietro lo specchio è un saggio pubblicato nel 2005 del fisico Lawrence Krauss, tradotto in italiano nel 2007.

## Contenuto
Il saggio ripercorre tutta la storia della fisica dell'Ottocento e del Novecento senza trascurare i risvolti letterari, filosofici e in generale artistico-culturale di ciò che hanno creato il concetto di dimensioni addizionali e dello spazio-tempo.
Gran parte del libro, è dedicata alla storia della teoria delle stringhe e alle ultime più bizzarre teorie scaturite da essa come la teoria del mondo-brana e la teoria delle superstringhe.

## Edizioni
- Lawrence Krauss, Dietro lo specchio. Il misterioso fascino delle dimensioni addizionali da Platone alla teoria delle stringhe e oltre, traduzione di Sergio Orrao, 2005,  pp. 273, cap. 17, ISBN 88-7578-070-6.